# Thái Hòa, Ba Vì
Thái Hòa là một xã thuộc huyện Ba Vì, thành phố Hà Nội, Việt Nam.Thái Hòa gồm 6 thôn: Chu Mật, Cộng Hòa, Thuận An, Phú An, Phú Nhiêu và Trung Hà. Có 5 hạng mục được xếp hạng
Xã Thái Hòa có diện tích 5,7 km², dân số năm 1999 là 7282 người, mật độ dân số đạt 1278 người/km².